# Приключение (ролеви игри)
Ролевото приключение (или модул, хроника) може да бъде официално публикувано от някое издателство или написано от ролеви фенове. Обикновено приключението съдържа подробно описани сюжет, персонажи и детайли за местностите, в които се развива то. Разказвачът използва тази информация при водене по приключението. Всяко едно е базирано на определен игрови жанр и обикновено е създадено за определена ролева игра или ролева система. Въпреки това опитните играчи могат да приспособят дадено приключение за повече от една система или да използват идеи от него, които да включат в собственото си приключение.
Всяко приключение съдържа ясно описана крайна цел, която играчите трябва да постигнат. При успешното ѝ изпълнение приключението приключва. Освен това ролевото приключение съдържа детайли за странични сцени, които могат да бъдат разиграни в неговите рамки – описание на местностите, създанията, неигровите персонажи (НИП), капаните и други.
Всяко приключение има свой собствен стил, който до голяма степен се определя от стила на ролевата игра, за която е писано то. Докато Dungeons and Dragons е по-динамична ролева игра с множество битки – приключенията към нея ще съдържат повече информация за противниците и НИП-овете; а приключенията за игри като World of Darkness, базирани на повече разказване, ще съдържат по-малко възможности за игровите персонажи по време на битка, за сметка на описаните последствията при взаимодействията между игровите и неигровите персонажи извън битка.
Съществуват няколко типа приключения:
- Кампанията е продължително приключение, съставено от много сесии. Този тип приключения обикновено се базират на сюжет от епически характер, представен по епизодичен начин. Кампанията крепи по-малките приключения като едно, благодарение на някои общи елементи. Например голям злодей, чудовищна катастрофа или епическо пътешествие.
- Сценарият е далеч по-кратък от кампанията и обикновено е ограничен до няколко географски области като гора или град. Водещият може да обедини няколко сценария, като по този начин сформира кампания.

„Кампания“ и „сценарий“ са думи, дошли от настолно-стратегическата терминология.
- Най-кратките приключения (на английски: one-shot приключения) биват разигравани за не повече от една сесия. Този тип приключения играчите използват предварително генерирани герои.

Има много комерсиални модули по ролеви светове, въпреки това голяма част от разказвачите пишат свои собствени приключения.
Различните игри наименуват по различен начин своите приключения. За пример: приключенията по Dungeons and Dragons се наричат „модули“ („modules“), докато White Wolf Game Studio наричат своите приключения „хроники“ („chronicles“). Приключения с телевизионни или кино елементи, често се наричат епизоди.